# Timo (Bamberg)
Timo († 15. Oktober oder 25. Oktober 1201 in Bamberg) war von 1196 bis zu seinem Tod Bischof von Bamberg.

## Biographie
Timo stammte aus dem Geschlecht von Heroldsbach.
Am 7. August 1196 wurde der Dompropst zum Bischof von Bamberg gewählt. Die Weihe empfing er im Winter 1196/1197 durch Papst Coelestin III.
In der Thronstreitigkeit nach dem Ableben von Heinrich VI. stand Timo zusammen mit der Mehrzahl der deutschen Fürsten auf der Seite des Staufers Philipp von Schwaben. Er hielt diese Linie auch ein, als Papst Innozenz III. bereits den Welfen Otto IV. favorisierte.
Im Jahr 1201 gelobte der Bischof, nach Aussterben der Grafen von Abenberg-Frensdorf, die Vogtei über bambergische Stiftsgüter, die sie seit der Bistumsgründung innehatten, nicht mehr zu Lehen auszugeben. Burg Scheinfeld kam zum Territorium des Bistums Bamberg.
Wohl bereits bei der Bischofsweihe erbat Timo die Heiligsprechung der Kaiserin Kunigunde, denn Papst Coelestin III. beauftragte die Bischöfe von Augsburg, Eichstätt und Würzburg und drei Zisterzienseräbte das Leben der Kaiserin zu untersuchen. Nach dem Tode Coelestins kam die Vorbereitung zur Heiligsprechung der Kaiserin ins Stocken. Erst nachdem Abgesandte des Bischofs Papst Innozenz III. nochmals die Bitte unterbreitet und von den zahlreichen Wundern berichtet und diese eidlich bezeugt hatten, vollzog der Papst am 29. März 1200 die Kanonisation. Am 9. September 1201 fand die feierliche Erhebung der Gebeine Kunigundens im Beisein des deutschen Königs Philipp von Schwaben (1198–1208) und seiner Gemahlin Irene und weiterer weltlicher und geistlicher Würdenträger statt.
Bereits wenige Wochen nach der Heiligsprechung Kunigundes verstarb Bischof Timo. Er ist zusammen mit den Bamberger Bischöfen Eberhard I., Egilbert, Wulfing von Stubenberg und Heinrich II. von Sternberg in einem Steinsarg bestattet, der heute an der Südwand der Krypta unter dem Ostchor des Bamberger Doms steht.